# شرکت تاکاراجیما

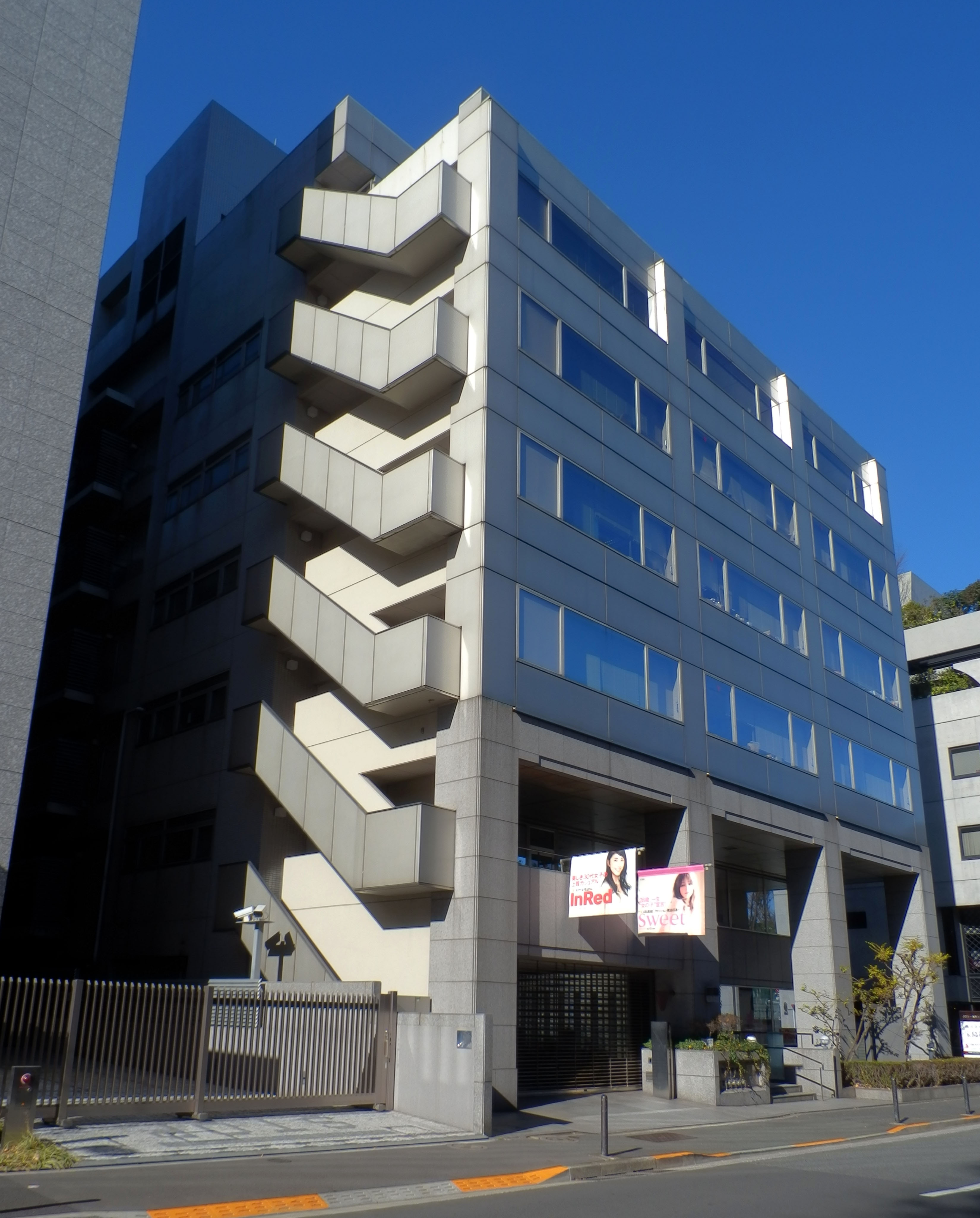
ساختمان شرکت تاکاراجیما

شرکت تاکاراجیما (انگلیسی: Takarajimasha) یک شرکت انتشاراتی است که دفتر آن در چیودا-کو، توکیو قرار دارد.